# Wayne Bridge
Wayne Michael Bridge (Southampton, 5. kolovoza 1980.) engleski umirovljeni nogometaš koji je najčešće igrao na poziciji lijevog braniča, a svoj debi je upisao u dresu Southamptona. Igrao je još i za Chelsea, Fulham, Manchester City i Reading.

## Uspjesi
Chelsea:
- FA Premier Liga 2004. – 05.
- FA kup 2007.
- League Cup 2006. – 07.

## Vanjske poveznice
- Profil na FootballDatabase
- Profil  Arhivirana inačica izvorne stranice od 27. prosinca 2008. (Wayback Machine) na BBC
- Profil  Arhivirana inačica izvorne stranice od 3. ožujka 2010. (Wayback Machine) na ESPN